# 피르민 슈베글러
피르민 슈베글러(독일어 : Pirmin Schwegler, 1987년 3월 9일, 에티스빌 ~ )는 스위스 태생의 전 축구 선수이다.

## 사생활
형제로 크리스티안 슈베글러가 있으며, 그 또한 축구선수이다.